# 文應
文應（1260年四月十三日至1261年二月二十日）是日本的年號之一。這個時代的天皇是後深草天皇與龜山天皇，由後嵯峨上皇實施院政。鎌倉幕府征夷大將軍為宗尊親王、執權為北條長時。

## 改元
- 正元二年四月十三日（1260年5月24日）改元文應
- 文應二年二月二十日（1261年3月22日）改元弘長

## 出處
- 《晉書·劉毅傳》：「龍體既蒼，雜以素文，意者大晉之行，戢武興文之應也……」

## 紀年、西曆、干支對照表
| 文應       | 元年   | 二年   |
| 儒略曆日期 | 1260年 | 1261年 |
| 干支       | 庚申   | 辛酉   |